# Shahrestān di Baghmalek
Lo shahrestān di Baghmalek (farsi شهرستان باغ‌ملک) è uno dei 26 shahrestān del Khūzestān, in Iran. Il capoluogo è Baghmalek. Lo shahrestān è suddiviso in 3 circoscrizioni (bakhsh): 
- Centrale (بخش مرکزی), con le città di Bāgh-e Malek e Qal'eh-ye Tol.
- Seydun (بخش صیدون), con la città di Seydun.
- Meydavud (بخش میداود).